# Chalixodytes chameleontoculis
Chalixodytes chameleontoculis är en fiskart som beskrevs av Smith, 1957. Chalixodytes chameleontoculis ingår i släktet Chalixodytes och familjen Creediidae. Inga underarter finns listade i Catalogue of Life.